# Aletopelta
Aletopelta is een geslacht van plantenetende ornitischische dinosauriërs, dat behoort tot de Ankylosauria en dat tijdens het late Krijt leefde in het gebied van het huidige Zuid-Californië. De enige benoemde soort is Aletopelta coombsi.

## Vondst en naamgeving
In 1987 werd er bij de College Boulevard bij Carlsbad aan de kust van Californië een weg verbreed in de Letterbox Canyon tussen El Camino Real en de Palomar Airport Road, ten noordwesten van McClellan–Palomar Airport. Bradford Riney merkte toen op dat er in een sleuf voor een rioleringspijp getrokken door een graafmachine van het bedrijf Koll een bruin skelet aan het oppervlak gekomen was. Binnen enkele dagen werd het geborgen en afgevoerd naar het San Diego Natural History Museum, te San Diego, Californië. Dit soort vondsten is zeldzaam in dit gebied en de ontdekking baarde veel opzien. Het exemplaar werd bekend als de Carlsbad Ankylosaur. Het fossiel werd tussen 1987 en 1989 zichtbaar voor het publiek geprepareerd door Cynthia Curlee in een glazen ruimte, The Bubble. De vondst werd in 1988 gemeld door Thomas Deméré. In 1996 gaven Deméré en Walter Preston Coombs een eerste beschrijving maar benoemden de soort niet. Ze meenden dat het ging om een lid van de Nodosauridae
In 2001 benoemden Tracy Lee Ford en James Kirkland de typesoort Aletopelta coombsi. De geslachtsnaam is samengesteld uit de Oudgriekse woorden ἀλήτης, alètès, en πέλτη, peltè, die respectievelijk "zwerver" en "klein schild" betekenen. Deze geslachtsnaam werd voorgesteld door Ben Creisler, een autoriteit op het gebied van dinosauriërnamen, omdat het karkas van de dinosauriër terechtkwam op een stuk tektonische plaat, de Peninsular Ranges Terrane, die indertijd ten westen van het midden van het huidige Mexico lag. Later is dit stuk naar zijn huidige positie in Zuid-Californië geschoven. Door de jaren heen is het fossiel dus als het ware naar het noorden gezworven. Pelta is een gebruikelijk element in de namen van ankylosauriërs vanwege hun schildvormige pantserplaatjes. De soortaanduiding coombsi eert paleontoloog Walter P. Coombs jr.

## Fossielen
Het enig bekend fossiel, holotype SDNHM 33909, is gevonden in een zeeafzetting van de Point Loma Formation die stamt uit het late Campanien en gedateerd is op 75,5 miljoen jaar oud. Het bestaat uit een gedeeltelijk skelet zonder schedel. De vondst omvat acht tanden, vier of vijf wervels van de hals en de voorste staart, een wervelboog van de rug, wervelbogen van het heiligbeen, ribben, incomplete stukken van de schouderbladen, de opperarmbeenderen, de ellepijpen, een vermoedelijk rechterspaakbeen, beide dijbeenderen, de scheenbeenderen, de kuitbeenderen, het linker- en rechterzitbeen, een deel van het pantser over de bekkengordel, minstens zestig losse osteodermen en een halsberg. Het karkas moet door een rivier in zee gespoeld zijn en is daar met pantser omlaag afgezonken zodat het op de rug liggend is aangetroffen, een gebruikelijke tafonomie bij ankylosauriërs. Het skelet lag nog gedeeltelijk in verband. De botten zijn door ongewervelde zeedieren en haaien aangevreten en doorboord - tanden van de haaien Squalicorax en Scapanorhynchus zijn aangetroffen. Pelecypoda bedekten veel van de botten. Als gevolg hiervan zijn alle gewrichtsvlakken weggevreten en zijn veel botten letterlijk uitgehold, zelfs de schouderbladen. De conditie van de botten is zo slecht dat alleen al op grond daarvan de soort een nomen dubium geacht werd in de tweede druk van het standaardwerk The Dinosauria.

## Beschrijving
Aletopelta is een middelgrote ankylosauriër. Gregory S. Paul schatte in 2010 de lengte op vijf meter, het gewicht op twee ton. Het dijbeen heeft een geschatte lengte van zestig centimeter.
Ford en Kirkland gaven een korte diagnose, een opsomming van typerende kenmerken. De tanden zijn breder dan hoog. Het bovenbeen is veel langer dan het onderbeen; het dijbeen is 534,4 millimeter lang, het kuitbeen 315 millimeter en het scheenbeen 374,7 millimeter. Er zijn drie middenvoetsbeenderen. Het heupschild bestaat uit veelhoekige osteodermen met een lage top. Over de rug lopen osteodermen met een gewelfde bovenzijde en een holle onderzijde. Over nek en schouder slopen osteodermen met een dakvormige bovenkant en een holle onderzijde. De osteodermen op de staart zijn driehoekig en afgeplat; ze zijn van de binnenzijde naar de buitenzijde van het lichaam gemeten sterk asymmetrisch. De meeste osteodermen zijn dun en hol.
Victoria Arbour gaf in 2014 een andere lijst onderscheidende kenmerken. Het heupschild bestaat uit zeshoekige osteodermen. De osteodermen van het heupschild hebben een oppervlak met putjes in plaats van vertakkende richels zoals bij Glyptodontopelta. De osteodermen van de halsberg zijn vergroeid met een onderliggende beenband en zijn niet dicht tegen elkaar gedrukt. Coombs waren in 1996 de putjes ook al opgevallen maar hij verklaarde die als beschadigingen door zeedieren wegen hun onregelmatige patroon, hoewel hij niet goed kon aangeven welk dier precies zulke uithollingen veroorzaakt, zeker daar de schade al aangericht moest zijn tijdens het transport, voordat het karkas op de rug belandde.
Arbour stelde ook een wat andere reconstructie van het lichaamspantser voor. Achter de kop bevindt zich een halsberg, hier bestaande uit een halve beenring met daarop vijf osteodermen: een in het midden en twee aan iedere zijkant. Er loopt een rij osteodermen over de middenlijn van de rug; de voorste is stekelvormig. Over iedere zijkant van de romp lopen drie rijen grote driehoekige osteodermen. Het heupschild bestaat uit kleinere zeshoekige plaatjes. De staart heeft een rij op de middenlijn en een rij driehoekige osteodermen aan iedere zijkant. Deze verlengen zich niet tot een verstijfde hendel voor een staartknots. Anders dan Ford & Kirkland aannamen, ontbreekt die volgens Arbour dan ook. De extreme uitholling van de osteodermen kan een gevolg zijn van het uitgeboord worden van de sponsachtige gedeelten van het bot tijdens de periode dat het dier op de zeebodem lag.
De tanden zijn tongvormig en overdwars afgeplat. Zijn tot dertien millimeter hoog en breed, missen een duidelijke hoofdrichel en hebben zeven tot twaalf vertandingen. Het verdikte cingulum van de tandbasis is variabel van vorm.
Het scheenbeen met een lengte van 36/39 centimeter is relatief kort en heeft een opvallende diepe schuine groeve over de zijde die het kuitbeen raakt. De middenvoetsbeenderen zijn relatief kort.
Coombs beschreef het heuppantser in 1996 als bestaande uit onregelmatige zeshoekige, vijfhoekige en rechthoekige platen die in het midden gewelfd waren. Hij betwijfelde dat de stukken tot een echt heupschild waren vergroeid omdat ze soms op de beennaden hadden losgelaten en sommige losse platen in de grotere stukken lijken te passen. Op de linkerknie zijn twee of drie ronde platen aangetroffen; boven de enkel lijken er ook twee te liggen. In 1996 waren van geen enkele andere vondst osteodermen bekend die zo laag op de ledematen lagen. Hij vermoedde daarom dat ze weleens verschoven zouden kunnen zijn.

## Fylogenie
Aletopelta wordt door alle onderzoekers geclassificeerd als een lid van de Ankylosauria. Zeer omstreden is echter de vraag of hij tot de Nodosauridae of de Ankylosauridae behoort.
Coombs concludeerde in 1996 dat het een lid van de Nodosauridae betrof, incertae sedis. Dat leidde hij af uit de hoge positie van de vierde trochanter op het dijbeen, de aanhechting voor de musculus caudofemoralis longus; uit de aanwezigheid van een lange schouderstekel; uit een knopvormig achterblad van het darmbeen; en uit het ontbreken van een staartknots. Ford & Kirkland wezen echter op ankylosauride trekken. Het zitbeen is recht in plaats van gebogen. De deltopectorale kam op de voorrand van het opperarmbeen staat scherper af. De proporties van het gedrongen scheenbeen en kuitbeen lijken veel meer ankylosauride. Ook is de voorpunt van het voorblad van het darmbeen bijna verticaal gedraaid, hoewel dat ook een gevolg kan zijn van vervorming van het fossiel. Vooral zag Ford overeenkomsten met de zeshoekige osteodermen van het heupschild van Glyptodontopelta en Stegopelta en hij stelde voor dat deze drie soorten een Stegopeltinae vormden, in de basis van de Ankylosauridae. De meeste kladistische analyses vinden deze twee andere taxa echter in de Nodosauridae, terwijl ze Aletopelta niet eens in beschouwing nemen. Arbour voerde ook een analyse uit, nu wel met Aletopelta erin, en ontdekte dat de drie soorten anders uitvielen: Glyptodontopelta en Stegopelta waren nodosauriden maar Aletopelta een basale ankylosauride. Een nieuw onderkend ankylosauride kenmerk was daarin het vergroeid zijn van de osteodermen van de halsberg met hun onderliggende beenband. Arbour wees erop dat het zeer wel mogelijk was dat een (zware) staartknots zich pas bij afgeleide ankylosauriden ontwikkeld heeft.